# Amtsbezirk Šventoji

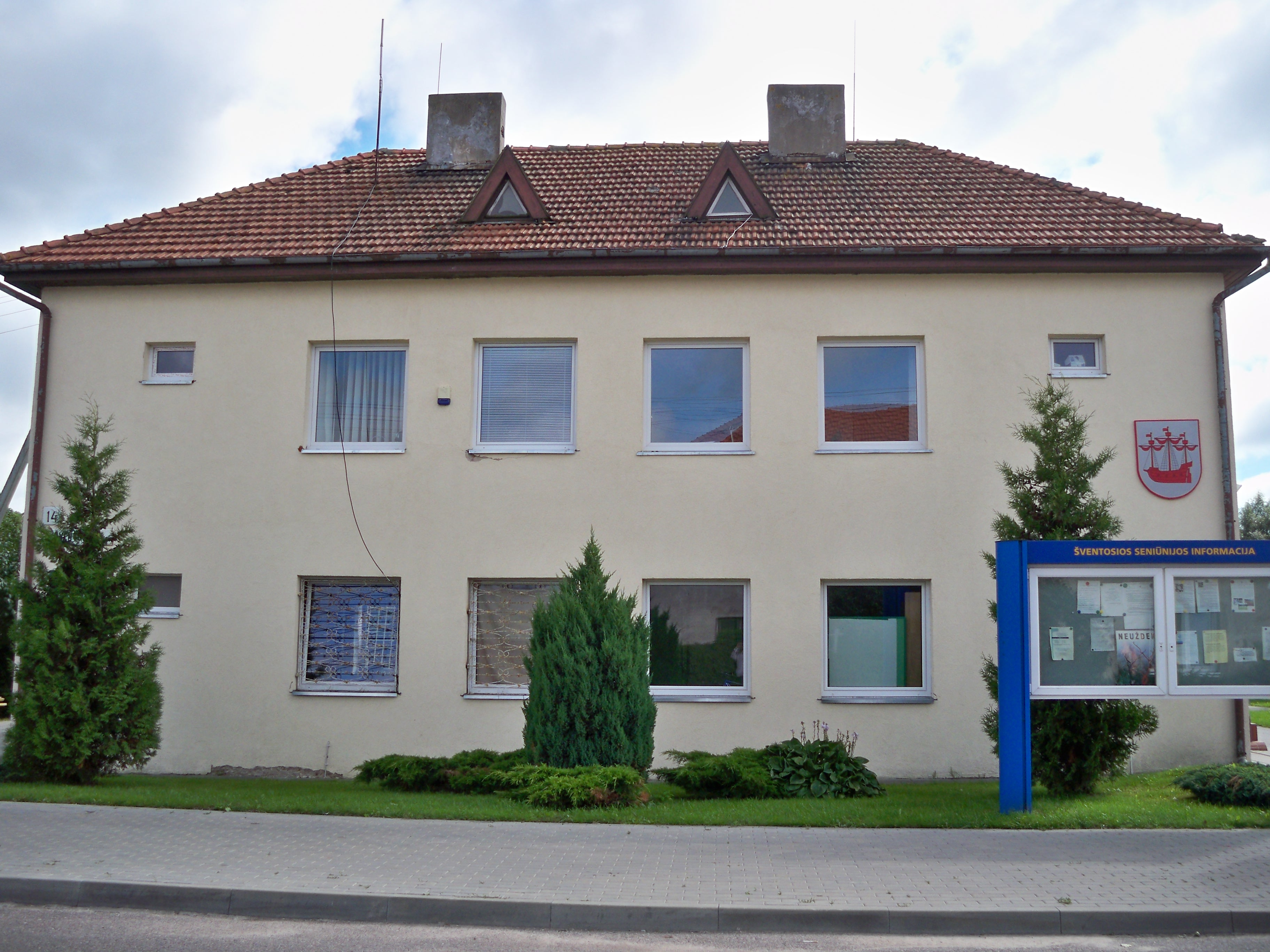
Verwaltungsgebäude

Der Amtsbezirk Šventoji (lit. Šventosios seniūnija) ist ein Amtsbezirk mit 1650 Einwohnern in der Stadtgemeinde Palanga (Bezirk Klaipėda), Litauen. Er wurde im Herbst 1995 gegründet. Das Territorium wurde am 30. Dezember 2008 genauer festgelegt.
Zum Amtsbezirk gehört der Kurort Šventoji und das ehemalige Dorf Būtingė. Das zum litauischen Ölkonzern Mažeikių Nafta gehörende Ölterminal Būtingė ist seit 1999 hier in Betrieb. Im Amtsbezirk gibt es den Hafen Šventoji und die Försterei Šventoji. 2011 gab es in der Verwaltung des Amtsbezirks drei Mitarbeiter. Seit 2011 gibt es drei Unteramtsbezirke (seniūnaitija): Monciškių (Leiter Valdis Skudikis), Šventoji (Ramutis Šeštokas) und Būtingės (Emigijus Lukošius).

## Verwaltung
- Leiter (seniūnas): Eugenijus Čilinskas[4]
- Stellvertretende Leiterin (seniūno pavaduotoja): Elena Vigelienė[5]